# St Anne’s Church (Glasgow)

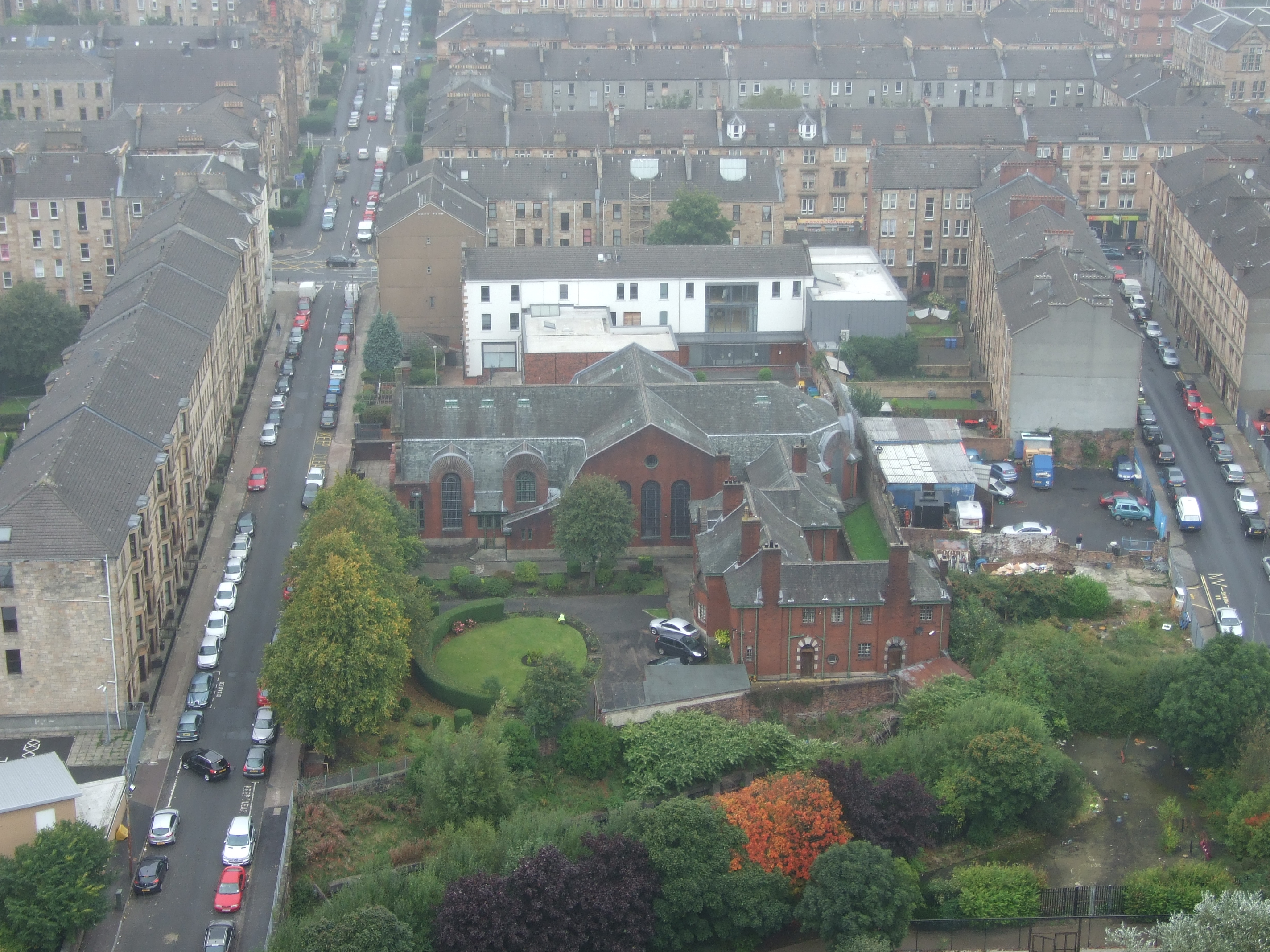
Blick vom Whitevale Tower auf die Kirche (2013)

Die St Anne’s Church ist ein römisch-katholisches Kirchengebäude in der schottischen Stadt Glasgow. 1979 wurde das Bauwerk in die schottischen Denkmallisten in der höchsten Denkmalkategorie A aufgenommen.

## Geschichte
Bei der St Anne’s Church handelt es sich um das erste Kirchengebäude, das Jack Coia von Gillespie, Kidd & Coia entwarf. Der Entwurf wurde 1932 vorgestellt und die Kirche 1935 fertiggestellt. Die Gesamtkosten beliefen sich auf 30.000 £.

## Beschreibung

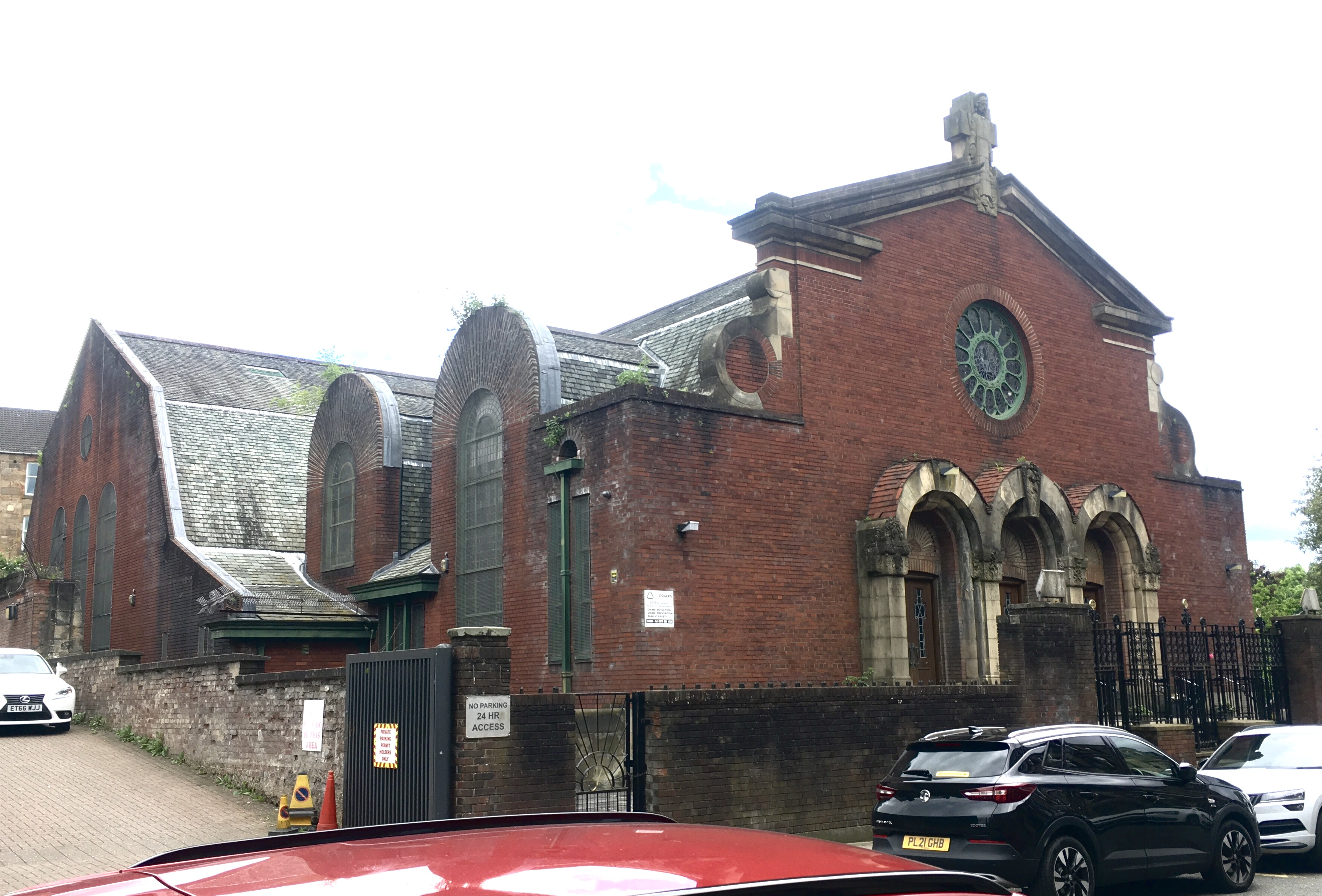
St Anne’s Church (Glasgow)

Die St Anne’s Church befindet sich an der Whitevale Street im östlichen Glasgower Stadtteil Dennistoun. Das Gebäude weist Merkmale der neoromanischen Architektur mit früheklektizistischen Details auf. Sein Mauerwerk besteht aus rotem Backstein mit farblich abgesetzten Details. Das Hauptportal an der Westfront ist mit drei Rundbögen gestaltet. Für die Steinmetzarbeiten zeichnet Archibald Dawson verantwortlich. Die Fassade schließt mit einem gebrochenen Dreiecksgiebel. Entlang der Flanken ziehen sich hohe Rundbogenfenster, die weit oberhalb der Traufe schließen. Die Dächer sind schiefergedeckt.
An der Südseite schließt sich das Pfarrhaus an. Das zweistöckige Gebäude ist asymmetrisch aufgebaut. Seine Eingangstüre schließt mit einem Rundbogen. Die Fenster sind mit steinernen Fensterkreuzen gestaltet. Von den abschließenden Walmdächern ragen markante Kamine auf.

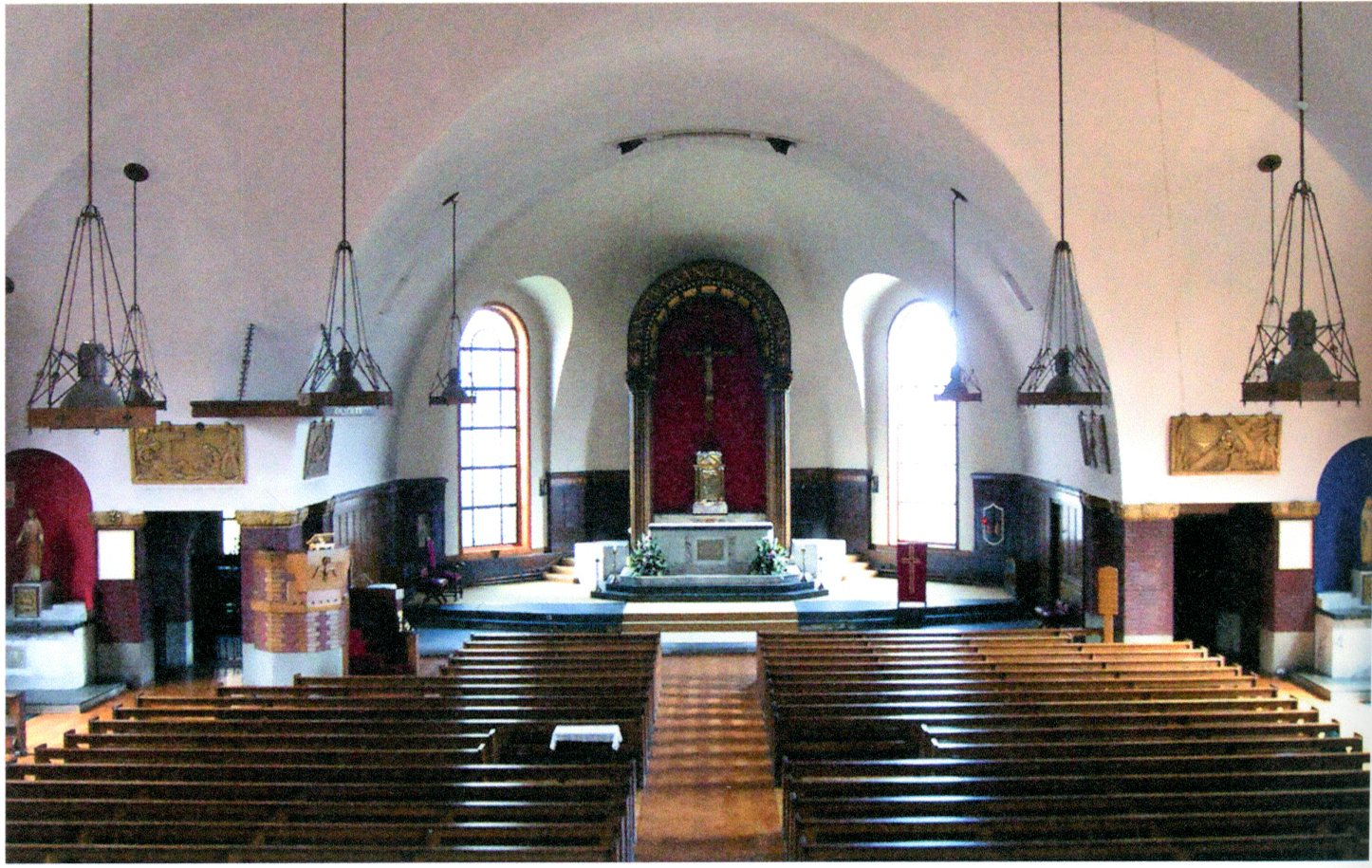
Innenraum der St Anne's Church